# Chasson Randle
Chasson Randle (5 de fevereiro de 1993) é um americano jogador de basquete profissional que joga no Orlando Magic da National Basketball Association (NBA) e no Lakeland Magic da G-League.
Ele jogou basquete universitário pela Universidade de Stanford e jogou profissionalmente pelo ČEZ Basketball Nymburk da Liga Checa, pelo Real Madrid da Liga ACB, pelo Tianjin Gold Lions da CBA, pelo Westchester Knicks, Delaware 87ers, Capital City Go-Go e Oklahoma City Blue da G-League e pelo Philadelphia 76ers, New York Knicks, Washington Wizards e Golden State Warriors da NBA.

## Carreira no ensino médio
Randle era um jogador altamente recrutado enquanto estudava na  Rock Island High School. Ele levou sua escola ao seu primeiro título estadual de Illinois e dividiu o prêmio de Mr. Basketball de Illinois com Ryan Boatright, de East Aurora, em 2011.
Em seu último ano, ele teve sua melhor temporada com médias de 22,3 pontos e 7,7 rebotes. Randle é o líder de todos os tempos da Rock Island na pontuação com 2.159 pontos e em rebotes com 773.
Ele foi nomeado como o 94º melhor recruta pela ESPN 100, enquanto ocupava o 60º lugar nacionalmente e o 10º na posição de armador. A Scout.com o classificou em 61º lugar nacionalmente e em 12º na posição de armador, enquanto a Rivals.com o classificou em 78º lugar nacionalmente e 20º na posição de armador.
| Nome | Cidade Natal                            | Escola      | Altura             | Peso           | Data                  |
| --- | --------------------------------------- | ----------- | ------------------ | -------------- | --------------------- |
| Chasson Randle PG/SG | Rock Island, IL                         | Rock Island | 6 ft 2 in (1.88 m) | 172 lb (78 kg) | 27 de Outubro de 2010 |
| Chasson Randle PG/SG | Recrutamento: Rivais: 247Sports: Scout: |             |                    |                |                       |
| - Nota : Em muitos casos, Scout, Rivals, 247Sports e ESPN podem entrar em conflito em suas listas de altura e peso, nestes casos, a média foi obtida. - Fonte: |                                         |             |                    |                |                       |

## Carreira universitária

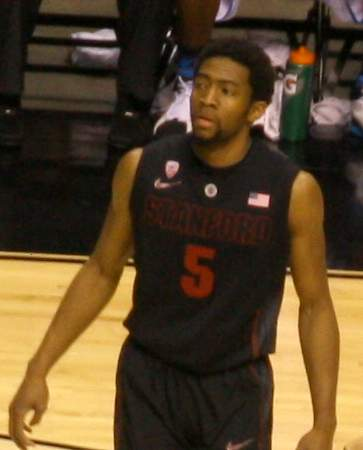
Randle na Universidade de Stanford em 2014

Randle escolheu jogar basquete universitário na Universidade de Stanford, rejeitando as propostas de Illinois e Purdue devido à atenção pessoal do treinador Johnny Dawkins durante o processo de recrutamento. Em sua temporada de calouro, Randle teve média de 13,8 pontos, foi nomeado para a Equipe de Novatos da Pac-12 e ajudou a levar Stanford ao título do National Invitation Tournament de 2012.
Em seu segundo ano, Randle teve médias de 13,6 pontos e 2,7 assistências.
Antes de sua terceira temporada, Randle foi transferido para a posição de armador, em grande parte devido a lesão deAaron Bright. Ele respondeu bem e teve médias de 18,8 pontos, sendo selecionado para a Primeira-Equipe da Pac-12 Conference e levando Stanford ao Sweet 16 do Torneio da NCAA de 2014.
Em 22 de janeiro de 2015, Randle marcou seu 2000º ponto na carreira em uma derrota em casa para Arizona. Com a marca, ele se tornou o terceiro jogador na história da universidade a alcançar esse marco. No final da temporada, ele foi eleito para a Primeira-Equipe da Pac-12 pela segunda temporada consecutiva. Randle foi o Atleta do Ano do Pac-12 na temporada de 2014-15. Ele marcou 25 pontos na Final da NIT de 2015 contra Miami (FL) e ganhou o prêmio de Melhor Jogador do torneio. Randle, na época de sua formatura, era o maior pontuador de Stanford em todos os tempos com 2.375 pontos.

## Carreira profissional

### CEZ Nymburk (2015–2016)
Depois de não ser selecionado no Draft da NBA de 2015, Randle juntou-se ao Golden State Warriors para a Summer League de 2015. Em 23 de julho de 2015, Randle assinou com a ČEZ Nymburk da Liga Checa. Em 20 jogos, ele teve médias de 15,3 pontos, 2,4 rebotes, 2,3 assistências e 1,6 roubos. Ele ajudou o Nymburk a vencer o título da NBL de 2015-16.

### New York Knicks/Westchester Knicks/Philadelphia 76ers (2016–2017)
Em julho de 2016, Randle juntou-se ao New York Knicks para a Summer League de 2016. Em 4 de agosto de 2016, ele assinou com os Knicks, mas foi dispensado em 21 de outubro de 2016 depois de jogar em três jogos de pré-temporada. Em 31 de outubro de 2016, ele foi adquirido pelo Westchester Knicks da G-League como um jogador afiliado do Nova York. Em 19 jogos com os Knicks, ele teve médias de 21 pontos, quatro rebotes, três assistências e um roubo em 32 minutos.
Em 10 de janeiro de 2017, Randle assinou um contrato de 10 dias com o Philadelphia 76ers. Quatro dias depois, ele fez sua estreia na NBA na derrota por 109-93 para o Washington Wizards, registrando três pontos e um roubo de bola em seis minutos. Em seu segundo jogo pelos 76ers em 16 de janeiro, ele marcou 10 pontos na vitória por 113-104 sobre o Milwaukee Bucks. Ele assinou um segundo contrato de 10 dias com os 76ers em 20 de janeiro e depois um contrato de três anos em 30 de janeiro. Em 10 de fevereiro, ele foi designado para o Delaware 87ers para uma temporada na G-League. Em 23 de fevereiro, ele foi dispensado pelos 76ers; a equipe teve que limpar um lugar em seu elenco para que eles fizessem uma troca. Randle teve média de 5,3 pontos em 9,3 minutos em oito jogos pelos 76ers.

### Real Madrid (2017–2018)
Em 27 de fevereiro de 2017, Randle assinou com o New York Knicks. Após a troca de Carmelo Anthony, ele foi dispensado em 25 de setembro de 2017.
Em 7 de outubro de 2017, Randle assinou um contrato de um ano com o Real Madrid. Em maio de 2018, o Real Madrid venceu o título da EuroLiga de 2017-18, após derrotar o Fenerbahçe na final por 85-80. Em 23 jogos na EuroLiga, Randle teve médias de 2,6 pontos e 1 rebote.

### Washington Wizards/Capital City Go-Go (2018–2019)
Em 20 de setembro de 2018, Randle assinou com o Washington Wizards para os treinos de pré-temporada. Ele foi dispensado pelos Wizards em 14 de outubro de 2018. Ele foi contratado pelo afiliado dos Wizards na G-League, o Capital City Go-Go, para treinos. Os Wizards recontrataram Randle em 30 de outubro. Ele foi designado para o Go-Go para a abertura da temporada. Randle foi chamado para os Wizards em 6 de novembro de 2018, depois de marcar 37 pontos na abertura da temporada do Go-Go. Em 12 de novembro de 2018, o Washington Wizards anunciou que havia dispensado Randle através de sua conta no Twitter. Três dias depois, o Go-Go anunciou que eles tinham re-adquirido Randle.
Depois de limpar uma vaga no elenco, trocando Austin Rivers e Kelly Oubre Jr., os Wizards re-contrataram Randle em 18 de dezembro de 2018.

### Tianjin Pioneers/Golden State Warriors (2019–2020)
Em 14 de agosto de 2019, Randle assinou contrato com o Tianjin Pioneers. Em 24 de dezembro de 2019, Randle marcou 44 pontos contra o Shandong Heroes em uma derrota. Em 24 jogos na CBA, Randle teve médias de 24,8 pontos, 3,5 rebotes e 4 assistências.
Em 3 de março de 2020, o Golden State Warriors anunciou que havia assinado com Randle um contrato de 10 dias.

### Oklahoma City Blue (2021)
Em 28 de janeiro de 2021, Randle foi incluído no elenco do Oklahoma City Blue e fez sua estreia em 11 de fevereiro de 2021 registrando dezoito pontos, quatro rebotes e duas assistências.

### Orlando/Lakeland Magic (2021–Presente)
Em 15 de fevereiro de 2021, o Orlando Magic anunciou que havia assinado com Randle um contrato bi-direcional.

## Estatísticas

### NBA

#### Temporada regular
| Ano      | Equipe       | PJ  | PT | MPJ  | AP   | 3P   | LL    | RT  | AS  | BR | TO | PPJ |
| -------- | ------------ | --- | -- | ---- | ---- | ---- | ----- | --- | --- | -- | -- | --- |
| 2016–17  | Philadelphia | 8   | 0  | 9.3  | .462 | .400 | 1.000 | .6  | .8  | .4 | .1 | 5.3 |
| 2016–17  | New York     | 18  | 0  | 12.5 | .389 | .312 | .935  | 1.7 | 1.6 | .3 | .1 | 5.3 |
| 2018–19  | Washington   | 49  | 2  | 15.2 | .419 | .400 | .694  | 1.1 | 2.0 | .5 | .1 | 5.5 |
| 2019–20  | Golden State | 3   | 0  | 13.3 | .000 | .000 | .833  | .7  | 1.7 | .7 | .0 | 1.7 |
| 2020–21  | Orlando      | 41  | 5  | 20.4 | .388 | .338 | .792  | 2.0 | 1.8 | .5 | .1 | 6.5 |
| Carreira | Carreira     | 119 | 7  | 14.1 | .331 | .290 | .850  | 1.2 | 1.5 | .4 | .0 | 4.8 |

### EuroLeague
| Ano     | Equipe      | PJ | PT | MPJ | AP   | 3P   | LL   | RT | AS  | BR | TO | PPJ |
| ------- | ----------- | -- | -- | --- | ---- | ---- | ---- | -- | --- | -- | -- | --- |
| 2017–18 | Real Madrid | 23 | 0  | 7.6 | .440 | .450 | .750 | .5 | 1.0 | .2 | .0 | 2.6 |

### CBA
| Ano     | Equipe  | PJ  | PT | MPJ  | AP   | 3P   | LL   | RT  | AS  | BR  | TO | PPJ  |
| ------- | ------- | --- | -- | ---- | ---- | ---- | ---- | --- | --- | --- | -- | ---- |
| 2019–20 | Tianjin | CBA | 24 | 30.9 | .412 | .366 | .866 | 3.5 | 4.0 | 1.6 | .2 | 24.8 |

### Universitário
| Ano      | Equipe   | PJ  | PT  | MPJ  | AP   | 3P   | LL   | RT  | AS  | BR  | TO | PPJ  |
| -------- | -------- | --- | --- | ---- | ---- | ---- | ---- | --- | --- | --- | -- | ---- |
| 2011–12  | Stanford | 37  | 36  | 30.5 | .439 | .438 | .761 | 3.2 | 2.1 | 1.1 | .1 | 13.8 |
| 2012–13  | Stanford | 34  | 33  | 31.0 | .399 | .359 | .784 | 2.9 | 2.6 | 1.1 | .1 | 13.6 |
| 2013–14  | Stanford | 36  | 36  | 35.1 | .474 | .389 | .767 | 3.6 | 2.1 | 1.0 | .1 | 18.8 |
| 2014–15  | Stanford | 37  | 37  | 36.4 | .403 | .363 | .877 | 3.3 | 3.0 | 1.4 | .1 | 19.6 |
| Carreira | Carreira | 144 | 142 | 33.2 | .428 | .387 | .797 | 3.2 | 2.4 | 1.1 | .1 | 16.4 |